# Anthophora albifronella
Anthophora albifronella är en biart som beskrevs av Brooks 1988. Anthophora albifronella ingår i släktet pälsbin, och familjen långtungebin. Inga underarter finns listade i Catalogue of Life.